# ادوارد هولمدن
سر ادوارد هولمدن یا هولمدن (۱۵۴۴-۱۶۱۶) یکی از بزرگان و کلانتر های لندن (انگلستان) بود.

## حرفه
هولمدن سوپرمارکتی بود.  وی در واردات مویز از یونان فعالیت می نمود.  هولمدن در سال ۱۵۹۸/۱۵۹۸ کلانتر لندن بود، دفتری که به شکل مشترک با ریچارد همپسون برگزار شد.
وقتی که الیزابت اول دستور اخراج ۲۴ «ترک و مور» را از انگلستان صادر نمود، دریاسالار ارل ناتینگهام از الدرمن ادوارد هولمدن و هنری اندرسون درخواست کرد که برای آنان مسکن پیدا نمایند تا وقتی که حمل و نقل در دسترس باشد. ۲ سال بعد، توماس اویزید قرار بود هزینه های اقامت آنان را به مبلغ ۶ پنس در روز بپردازد که بالغ بر ۲۳-۲ پوند بود. تاریخ این حادثه معلوم نیست.  برخی اعلامیه‌های مربوط به تبعید « بلکامورها »  برای الیزابت تنظیم شد و یک تاجر آلمانی، کاسپر ون سندن ، پیشنهاد نمود که مردم را به اسپانیا یا پرتغال انتقال دهد. 
ادوارد در تاریخ ۴ ژوئیه ۱۶۱۶ درگذشت و در کلیسای مریم مقدس در لیتون به خاک سپرده شد. 

## ازدواج و خانواده
ادوارد هولمدن با الیزابت تیلور ازدواج نمود. آنان ۵ پسر داشتند. توماس، توماس، ادوارد، جورج و جان. و ۴ دختر؛ مری، سوزان، الیزابت و الیزابت. 